# ازگیل‌لی (زاقاتالا)
ازگیل‌لی (به لاتین: Əzgilli) یک منطقه مسکونی سابق در جمهوری آذربایجان است که در شهرستان زاقاتالا واقع شده است.